# پولیدوروس
پولودوروس (به یونانی: Πολύδωρος)، در اسطوره‌های یونان، پسر پریاموس و هکابه است.
جوان‌ترین و محبوب‌ترین فرزند پدر و مادرش بود، پس اجازه شرکت در جنگ تروا را به او ندادند. بنابر برخی روایات به دست اخیلس هنگام فرار از میان جنگ‌جویان کشته شد و به روایتی دیگر، هنگام جنگ او را از تروا دور کرده بودند و پولومنستور، پادشاه بیستون‌ها، به طمع طلا او را کشت.